# Kod językowy
Kod językowy – zbiór jednostek językowych i reguł rządzących ich łączeniem, z założenia wspólny dla nadawcy i odbiorcy. Jest warunkiem porozumiewania się; pełni rolę systemu znaków, dzięki którym przekazuje się informacje. Najważniejszym kodem jest język, czyli system znaków językowych.
Termin „kod językowy” bywa traktowany jako neutralne określenie różnych form egzystencji języka (zbiorów środków językowych), zastępujące takie terminy jak język literacki, dialekt czy slang (por. odmiana językowa).